# Claudio Bondì
Claudio Bondì (Roma, 1º marzo 1944) è uno scrittore, sceneggiatore, regista cinematografico e regista televisivo italiano.

## Biografia
Nato e cresciuto a Roma in una famiglia ebraica, è lo zio dello scrittore Alessandro Piperno. Nel 1969 si laurea in lettere all'Università degli Studi di Roma "La Sapienza" e nel 1971 si diploma in regia al Centro sperimentale di cinematografia. Aiuto regista di Roberto Rossellini nel periodo televisivo (1971-1974), è poi autore di numerosi documentari. A partire dal 1978 cura la regia di programmi televisivi per Rai, ORF e ZDF.
Nel 1991 lavora come regista televisivo al programma di Rai3 Da Storia nasce Storia di Ottavio Rosati, una serie di psicodrammi ispirati allo psicocinema di Jacob Levi Moreno di cui Rossellini nel 1956 con la RTF aveva realizzato Le Psychodrame, un prototipo mai trasmesso e rinvenuto solo nel 2020.
Nel 1987 esordisce come autore letterario col romanzo Il richiamo, che con lo stesso titolo verrà poi adattato per il grande schermo nel 1993. Il suo secondo film di finzione (L'educazione di Giulio, 2001), ispirato all'adolescenza di Giulio Carlo Argan e basato sul saggio dello stesso Bondì dal titolo Torino, via Giulio 22, è stato utilizzato per il primo test europeo di trasmissione di un film via Internet. Nel 2004 gira De reditu - Il ritorno, ispirato al poema De reditu suo di Claudio Rutilio Namaziano, che viene presentato in concorso all'Ischia Film Festival, riceve una menzione speciale al Foreign Film Festival e il Premio Festival del Cinema Indipendente. Nel 2009 Pietro Germi - Il bravo, il bello, il cattivo, documentario sul regista genovese, viene presentato al Festival di Cannes.
Nel 2015 il Centro sperimentale di cinematografia gli dedica una retrospettiva.

## Opere

### Poesia
- Claudio Bondì, La baia immaginata, La vita felice, 2012, ISBN 9788877994806.

### Prosa
- Claudio Bondì, Il richiamo, Ellemme, 1987.
- Claudio Bondì, Gli ultimi tre giorni, Ibiskos, 2009, ISBN 9788878414532.

### Saggi
- Claudio Bondì, L'Italia dei caffè, Lucarini, 1988.
- Claudio Bondì, Strix - Medichesse, streghe e fattucchiere nell'Italia del Rinascimento, Lucarini, 1989, ISBN 8870333698.
- Claudio Bondì, Torino, via Giulio 22, ERI/Edizioni Rai, 1991, ISBN 8839706321.
- Claudio Bondì, La balena di Rossellini. Autobiografia tra memoria e speranza, Guerini e Associati, 2005, ISBN 8883356128.
- Claudio Bondì, Automobili. Amori, affetti e ricordi, Fefè, 2011, ISBN 9788895988177.

### Lettere
- Claudio Bondì e Stefano Piperno, Perché ci siamo salvati, Marsilio, 2020.

## Filmografia

### Cinema

#### Cortometraggi
- Rossellini/Pascal (1971)

#### Lungometraggi
- Il richiamo (1993)
- L'educazione di Giulio (2001)
- De reditu - Il ritorno (2004)

#### Documentari
- Tre momenti nel sud (1971)
- Dramma e trance a Bali (1972)
- Nella città il villaggio (1984)
- La scuola di volo Alitalia di Alghero (1985)
- Porte interne (1990)
- Mestieri perduti (1998)
- Franco Ferrarotti, la logica del comprendere (1999)
- Roma nei Giubilei (2000)
- Pietro Germi - Il bravo, il bello, il cattivo (2009)
- La balena di Rossellini (2010)
- Lando Buzzanca - Uno nessuno centomila (2012)

### Televisione
- Vita quotidiana di... - serie TV (1977-1982)
- Tramonto di un impero - film TV (1984)
- Da Storia nasce Storia - film TV (1991)

## Riconoscimenti
- 2000 – Chieti Film Festival
  - Miglior film a L'educazione di Giulio
- 2004 – Premio Festival del Cinema Indipendente
  - Al film De reditu - Il ritorno
- 2004 – Foreign Film Festival
  - Menzione speciale a De reditu – Il ritorno
- 2005 – IV Premio Lidense 
  - Alla raccolta di poesie La baia immaginata